# 邁洛 (印第安納州)
邁洛（英語：Milo）是位於美國印地安納州亨廷頓縣的一個非建制地區。該地的面積和人口皆未知。